# El coraje de querer
El coraje de querer fue una telenovela argentina emitida en 1980 por (Canal 9), protagonizada por Jorge Mayorano y Silvina Rada.

## Guion
La telenovela fue dirigida por Juan David Elicetche, escrita por Roberto Valenti y adaptada por Alfredo Lima.

## Sinopsis
Luego de soportar el desprecio de la orgullosa Amalia por ser pobre, Luciano finalmente se convierte en millonario y paga las deudas de la familia Ledezma, a condición de que Amalia se case con él. Ella, que es novia de Ricardo, accede, pero sigue odiando a Luciano. Al final, cuando finalmente llega a amarlo, las intrigas de Ricardo hacen que Luciano, celoso, lo hiera de un balazo, por lo que va a parar a la cárcel. En ese tiempo Amalia tiene un hijo de su esposo, Lucianito. Cuando Luciano sale de la cárcel y parece que todo se va a arreglar, justo los ve a Amalia y a Ricardo hablando en su casa y piensa que en todo este tiempo ella le mintió y lo engañó con su exnovio, e incluso llega a pensar que Lucianito es hijo de Ricardo (en realidad Amalia había citado a Ricardo para despedirse definitivamente de él, diciéndole que amaba a Luciano). Como venganza, Luciano arregla el rapto de su propio hijo y se va a España. Esto destruye a Amalia, que pierde la razón. El amigo de Luciano, Rodolfo, se casa con la hermana de Amalia, Helena, y tienen una hija, Amalita. La historia salta 20 años y estos hijos son interpretados también por Silvina Rada y Jorge Mayorano. Se da a entender que Rodolfo y Helena murieron al carse su avión al mar, cuando iban a buscar a Luciano a España, lo que hace que Carmen (madre de Amalia y Helena), se transforme de un personaje bondadoso a uno rencoroso, lleno de odio hacia Luciano, al que culpa por la muerte de su hija. Luciano vuelve y, sabiendo la verdad y el error que cometió, logra pedirle perdón a Amalia en el lecho de muerte de ésta. Finalmente la trama se las ingenia para que padre e hijo se encuentren y reconcilien, y para que el amor nazca entre Amalita y Luciano (hijo), con lo que la historia vuelve a repetirse... 
Por este destino trágico de la pareja principal (Luciano y Amalia padres) es que la obra era publicitada en aquel entonces como la primera telenovela sin final feliz...

## Elenco
- Jorge Mayorano ... Luciano Robles y Evaristo
- Silvina Rada ... Amalia Ledezma y Amalita Peralta
- Ricardo Bauleo ... Ricardo Peralta
- Alicia Aller ... Elisa
- Ignacio Alonso ... Luis
- Silvia Baylé ... Guadalupe
- Roberta Casal ... Mucama
- Ricardo Castro Ríos
- Horacio Dener ... Rodolfo Mariani
- María Ibarreta ... Vicky
- Iris Láinez ... Carmen
- Margarita Luro ... Julia
- Cecilia Maresca ... Elena
- María Maristany ... Asunción
- Oscar Martínez ... Roberto Ledezma y Robertito Ledezma
- Luis Medina Castro Cosme Arditti
- Mario Morets ... Luis
- Edelma Rosso ... Graciana
- Beatriz Spelzini ... Susana
- Marcelo Van de Casteele ... Andresito
- Jorge D'Elia ...
- Hugo Gregorini ...
- Sandra Di Milo...
- Joaquín Piñón...
- Carlos La Rosa ...

## Musicalización
- "Aline", versión instrumental de Richard Clayderman (Títulos del comienzo y el final de cada capítulo).
- "La primera vez" - Manolo Galván. Tema principal de amor de Luciano y Amalia.
- "Yo" - Collage. Tema de amor de Rodolfo y Helena.
- "He sabido que te amaba" - Aldo y los Pasteles Verdes. Principalmente, tema de Ricardo y Amalia.
- "Este amor es un sueño de locos" - El Puma Rodríguez. Tema de Amalia y Luciano, desde que éste sale de la cárcel hasta que se va a España, pensando equivocadamente que Amalia lo engañaba con Ricardo. En venganza, hace que rapten a su hijo (Lucianito) y lo crien oculto con otro nombre (Evaristo), lo cual produce la locura de Amalia.
- "Este gran amor prohibido" - Trocha Angosta. Tema de Amalia cuando Luciano estaba en la cárcel por haber herido de un tiro a Ricardo (el exnovio de Amalia).